# Vicky Longley
Pour les articles homonymes, voir Longley.
Victoria Jane Longley, née le 26 octobre 1988, est une actrice anglaise.

Elle joue le rôle d'Emma Norton dans la série Génial Génie, diffusée en France sur Canal J et en Angleterre sur Nickelodeon.

## Filmographie
- 2006-2009 : Génial Génie (Genie in the House) : Emma Norton